# Thomomys mazama
Thomomys mazama е вид бозайник от семейство Гоферови (Geomyidae).

## Разпространение
Видът е разпространен в САЩ (Вашингтон, Калифорния и Орегон).